# Парагвай на Чемпіонаті світу з легкої атлетики 2017
Парагвай на Чемпіонаті світу з легкої атлетики 2017, що проходив з 4 по 13 серпня 2017 року в Лондоні (Велика Британія) був представлений 2 спортсменами.

## Результати

### Чоловіки
Трекові і шосейні дисципліни
| Спортсмен    | Дисципліна | Фінал      | Фінал |
| Спортсмен    | Дисципліна | Результат  | Місце |
| ------------ | ---------- | ---------- | ----- |
| Дерліз Айяла | Марафон    | 2:16.37 NR | 25    |

### Жінки
Трекові і шосейні дисципліни
| Спортсмен                | Дисципліна | Фінал       | Фінал |
| Спортсмен                | Дисципліна | Результат   | Місце |
| ------------------------ | ---------- | ----------- | ----- |
| Кармен Патрісія Мартінез | 10000 м    | 33:18.22 NR | 31    |